# 別所温泉 (神奈川県)
別所温泉（べっしょおんせん）は、神奈川県愛甲郡清川村煤ヶ谷1570（旧国相模国）にある温泉である。

## 概要
丹沢山地（東丹沢の三峰山東側山麓）の小鮎川の谷あいに位置する温泉で、丹沢登山やレジャースポットとしても賑わいを見せている。

## 泉質
- アルカリ性単純硫黄冷鉱泉[1]

### 効能
高血圧、皮膚病、美肌。
※いずれも効能はその効果を万人に保証するものではない。

## 温泉街
一軒宿の『元湯旅館』および、清川村営の温浴施設『清川村ふれあいセンター「別所の湯」』が存在する。近くにはコテージもある。

## アクセス
- マイカー：E1東名高速道路厚木ICから国道246号、神奈川県道60号厚木清川線経由、約12km（所要時間40分）[1]。
- 公共交通機関：小田急小田原線本厚木駅から神奈川中央交通バス宮ヶ瀬・上煤ヶ谷行き約40分、別所温泉入口下車[1]。